# تسیروو
تسیروو (به آلمانی: Zierow) یک شهر در آلمان است که در نوردوست‌مکلنبورگ واقع شده‌است. تسیروو ۷۳۵ نفر جمعیت دارد.